# 1976–1977-es osztrák labdarúgó-bajnokság (első osztály)
Az 1976–1977-es osztrák labdarúgó-bajnokság az osztrák labdarúgó-bajnokság legmagasabb osztályának hatvanhatodik alkalommal megrendezett bajnoki éve volt. 
A pontvadászat 10 csapat részvételével zajlott. A bajnokságot a Wacker Innsbruck csapata nyerte.  

## A bajnokság végeredménye
| #  | Csapat           | M  | Gy | D  | V  | RG | KG | P  |
| -- | ---------------- | -- | -- | -- | -- | -- | -- | -- |
| 1  | Wacker Innsbruck | 36 | 21 | 11 | 4  | 51 | 22 | 53 |
| 2  | SK Rapid Wien    | 36 | 18 | 11 | 7  | 72 | 39 | 47 |
| 3  | Austria WAC Wien | 36 | 19 | 7  | 10 | 72 | 44 | 45 |
| 4  | Linzer ASK       | 36 | 12 | 11 | 13 | 47 | 48 | 35 |
| 5  | SK VÖEST Linz    | 36 | 10 | 14 | 12 | 46 | 47 | 34 |
| 6  | Admira Wacker    | 36 | 11 | 12 | 13 | 43 | 52 | 34 |
| 7  | First Vienna FC  | 36 | 9  | 13 | 14 | 34 | 40 | 31 |
| 8  | Grazer AK        | 36 | 9  | 12 | 15 | 34 | 62 | 30 |
| 9  | SK Sturm Graz    | 36 | 9  | 10 | 17 | 40 | 55 | 28 |
| 10 | Austria Salzburg | 36 | 9  | 5  | 22 | 34 | 64 | 23 |

- A Wacker Innsbruck az 1976-77-es szezon bajnoka.
- A Wacker Innsbruck részt vett az 1977–78-as bajnokcsapatok Európa-kupájában.
- Az Austria WAC Wien részt vett az 1977–78-as kupagyőztesek Európa-kupájában.
- A Rapid Wien és a Linzer ASK részt vett az 1977–78-as UEFA-kupában.
- Az Austria Salzburg kiesett a másodosztályba (Erste Liga).